# 磷脂

磷脂

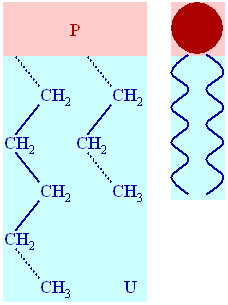
红色表示磷脂分子的极性基团，蓝色表示磷脂分子的疏水性烃基尾。

磷脂酰胆碱，卵磷脂的主要成分。

磷脂(phospholipid)也称磷脂类、磷脂质，是含有磷酸的脂类，属于复合脂。磷脂是组成生物膜的主要成分，分为甘油磷脂与鞘磷脂两大类，分别由甘油和鞘氨醇构成。
磷脂为两性分子，一端为亲水的含氮或磷的头，另一端为疏水（亲油）的长烃基链。由于此原因，磷脂分子亲水端相互靠近，疏水端相互靠近，常与蛋白质、糖脂、胆固醇等其他分子共同构成脂双分子层，即细胞膜的结构。是細胞中所有膜狀構造的主要成分。

## 食品工业
在食品工业中，磷脂常被用作乳化剂，让油类能溶于水。常见的有卵磷脂，一般以食用油为原料制造，用作面包、固体巧克力食品等的食品添加剂。